# Michael Vaughn
En la serie de televisión Alias, Michael C. Vaughn, es un agente de la CIA, supervisor de Sydney cuando esta pasó a formar parte de la CIA. Después fueron compañeros y pareja en el transcurso de la serie. Vaughn está interpretado por el actor estadounidense de cine y televisión Michael Vartan.

## Biografía
Michael Vaughn era al principio el supervisor de Sydney Bristow mientras ella trabajaba como agente doble para la CIA infiltrada en el SD-6. Pero gradualmente, los dos agentes empezaron a sentir atracción el uno del otro y se aliaron trabajando juntos para destruir al SD-6. Esto no gustó nada al padre de Sydney Jack Bristow, otro agente doble infiltrado en el SD-6. Vaughn y Sydney hicieron pública su relación cuando el SD-6 fue destruido en la segunda temporada.

## Expediente clasificado
MICHAEL VAUGHN
- ID-CLASS: USS-CI-2300708
- PERFIL: VAUGHN MICHAEL C.

CIA USS-CI-2300708.

- AFILIACION: CIA (Agencia Central de Inteligencia)
- LUGAR Y FECHA DE NACIMIENTO: Fleury, Normandía, Francia 27/11/1968
- ALTURA: 183cm
- PESO: 81,6 kg
- IDIOMAS: Inglés, Español, Francés, Ruso, Italiano.
- EDUCACIÓN: Master en Literatura Francesa.
- PADRE: William "Bill" Vaughn
- MADRE: Delorme Vaughn
- EXPERIENCIA: Reclutado en diciembre de 1994.
- FICHA PERSONAL: Su padre, Bill Vaughn fue seguidor Rambaldi y fue asesinado por Irina Derevko. Bill se hizo cargo de la protección de una niña denominada como el Pasajero, que según Rambaldi, era la opuesta a la Elegida (quien muchos creen que es Sydney). Vaughn se unió a la CIA para seguir los pasos de su padre. Michael tuvo novia en la primera temporada, Alice, oficialmente rota en febrero de 2003. Fue asignado como supervisor de Sydney Bristow, cuando esta desertó del SD-6 para unirse a la verdadera CIA. Después de la supuesta muerte de Sydney, Michael abandonó la CIA y se casó con Lauren Reed, hija del senador Reed y agente de Seguridad Nacional, la cual resultó ser una agente doble que trabajaba para el Pacto. Michael mató a Lauren para salvar a Sydney y estuvo un mes bajo evaluación psicológica tras provocar el incendió que quemó la casa donde él y Lauren vivían juntos.Posteriormente Michael se unió a una rama secreta de la CIA denominada APO.

- Datos: Q2483232